# Lars Lerup
Lars-Göran Iwan Malcolm Lerup, född 9 mars 1940 i Växjö församling i Kronobergs län, är en svensk-amerikansk arkitekt och professor.
Efter examen som byggnadsingenjör i Helsingborg studerade han arkitektur i Göteborg. Han flyttade sedan till USA där han fortsatte studera arkitektur vid University of California, Berkeley, och Harvard University. 1993 blev han professor i arkitektur vid Rice University i USA. 2002 blev han till hedersdoktor vid Lunds universitet och 2004 Årets svenskamerikan.
Åren 1981–1985 var han gift med konstnären Suzanne Nessim (född 1944).